# Dasychira pista
Dasychira pista är en fjärilsart som beskrevs av Erich Martin Hering 1926. Dasychira pista ingår i släktet Dasychira och familjen tofsspinnare. Inga underarter finns listade i Catalogue of Life.